# Gondomar (Pontevedra)
Pour les articles homonymes, voir Gondomar (homonymie).
Gondomar est une commune de la province de Pontevedra en Espagne située dans la communauté autonome de Galice.